# Stephen R. Bond
Stephen Roy Bond (* 18. Juli 1963) ist ein britischer Ökonom am Nuffield College und einer der Direktoren am Zentrum für Unternehmensbesteuerung der Saïd Business School der University of Oxford.
Stephen Bond erwarb 1984 am King’s College der University of Cambridge einen Bachelor und 1986 am Nuffield College der University of Oxford einen Master in Ökonomie. Seine Doktorarbeit The factor demand behaviour of firms (1990) schrieb er bei Stephen Nickell am Wadham College der University of Oxford.
Bond befasst sich mit dem Investitions- und Finanzverhalten von Unternehmen, darunter den Effekten von Unsicherheiten und Finanzierungszwängen auf das Investitionsverhalten oder von Unternehmenssteuern auf die Dividendenpolitik, Investitionen und Wachstum.
Bond hat sich insbesondere mit mathematischen Verfahren bei der Paneldatenanalyse hervorgetan. Der gemeinsam mit Manuel Arellano Anfang der 1990er Jahre entwickelte Arellano-Bond-Schätzer ist ein weitgebräuchliches Standardverfahren im Rahmen linearer Paneldatenmodelle.
Aufgrund der Zahl seiner Zitierungen zählt Clarivate Analytics Bond seit 2018 zu den Favoriten auf einen Alfred-Nobel-Gedächtnispreis für Wirtschaftswissenschaften (Clarivate Citation Laureates).